# The Eternal
The Eternal is een Australische doommetal/gothic metalband uit Melbourne, die in 2003 werd opgericht door Ryan Buesnel (drums), Chris Burton (gitaar), James Hunt (basgitaar), Mark Kelson (gitaar, zang) en Chris Stevenson (keyboards). Ze staan bekend om het spelen van donkere, melodieuze doommetal met oosterse en gothic invloeden. 

## Bezetting
Huidige leden
- Mark Kelson (gitaar, zang, keyboards, 2003–heden)
- Martin Curtis-Powell (keyboards, 2012–heden)
- Richie Poate (gitaar, 2016–heden)
- Ando McDougall (drums, 2018–heden)
- Dave Langlands (basgitaar, 2008–heden)

Voormalige leden
- Marty O'Shea (drums, 2004–2018)
- Brad Cook (gitaar, 2011–2015)
- Chris Stevenson (keyboards, 2003–2009)
- Chris Burton (gitaar, 2003–2004)
- Ryan Buesnel (drums, 2003–2004)

- Paul Tipping (basgitaar, 2003)
- James Hunt (basgitaar, 2003–2006)
- Lincoln Bowen (gitaar, 2005–2006)
- Terry Vainoras (gitaar, 2007–2009)
- Maria Ilmoniemi (keyboards, 2009-2012)

Toermuzikanten
- 2004: Matt Castles (gitaar, 2004 European Tour)

## Geschiedenis
Eind dat jaar tekenden ze een contract voor twee albums met Firebox Records uit Finland op basis van hun titelloze, uitgebreide spel. Hun debuutalbum The Sombre Light of Isolation werd wereldwijd uitgebracht in juni 2004. Het kreeg positieve recensies van het Britse tijdschrift Kerrang!, het Duitse Metal, het Zweedse Metal Only en Lords of Metal in Nederland, evenals de Australische media Full Strength and Loud!. Darren White (ex-Anathema/The Blood Divine) heeft gastzang bijgedragen op het nummer Remembrance Scars.
The Sombre Light of Isolation werd door luisteraars van de Australische nationale radio Triple J's Full Metal Racket verkozen tot op vier na de beste Australische publicatie van 2005, terwijl het door de presentator werd genomineerd als het op een na beste Australische album. De band stond in het tijdschrift Kerrang! onder 50 Bands You Need to Know Right Now. The Eternal voltooide de twee muziekvideo's Down en Crimson Sacrifice. Ter ondersteuning van het album ondernamen ze eind 2004 de Sombre Light Tour van Australië, Hong Kong, het Verenigd Koninkrijk en continentaal Europa, waaronder Finland. In 2005 verscheen Sombre Visions, dat zich richtte op die tournee als dvd bij hun eigen label Sombre Light. Het bevatte ook een documentaire over de band en promotievideo's. Bij terugkomst begonnen ze meteen met het schrijven van materiaal voor hun tweede album Sleep of Reason.
Sleep of Reason, begin 2005 opgenomen, breidt het geluid van The Eternal uit met hun debuutwerk. Het werd geproduceerd en opgenomen door Endel Rivers in de Palm Studios in Melbourne en gemasterd door Mika Jussila (Amorphis, Nightwish, Therion) in de Finnvox Studios in Helsinki. De hoes van het album is gemaakt door Travis Smith (Opeth, Katatonia, Anathema), gebaseerd op de ets El sueño de la razón produce monstruos van Francisco Goya. Video's voor Everlasting, A Soul Undone en Hollow Inside volgden na het uitbrengen van het album. In 2006 kreeg The Eternal de Australische nationale slot voor de Finse rockers HIM, die samenviel met de Australische publicatie van Sleep of Reason. Deze succesvolle shows werden kort gevolgd door zes shows ter ondersteuning van de Zweedse death/prog-meesters Opeth tijdens hun Australische tournee Ghost Reveries.
Na een uitgebreide tournee door Australië voor het uitbrengen van Sleep of Reason en het spelen voor meer dan 15.000 mensen in hun thuisland, vertrok de band in mei 2007 voor hun tweede tournee door Europa. Tijdens de tournee keerde de band terug naar Portugal, Duitsland, Hongarije, België en Nederland. Bij hun terugkeer naar huis, begon de band met het voltooien en samenstellen van drie jaar aan demomateriaal voor wat Kartika (2008) zou worden, wat gezien magworden als het meest diverse en ambitieuze album van de band tot nu toe. Gasten op het album zijn onder meer Duncan Patterson (ex-Anathema, Antimatter en Íon) op mandoline, Nicholas Albanis (Dandelion Wine) op hammered dulcimer en de Russische zangeres Emily A. Saaen om er maar een paar te noemen. Kartika werd geproduceerd tussen december 2007 en mei 2008, opgenomen in verschillende studio's in Australië, waaronder de Mixmasters Studios in Adelaide en de Palm Studios in Melbourne. Het werd gemixt in Tallinn, Estland door Endel Rivers in Palm Studios II en gemasterd bij Crystal Mastering, Melbourne, Australië door John Ruberto.
In januari 2009 vertrok mede-oprichter Chris Stevenson om persoonlijke redenen. Chris zei: The Eternal was in feite mijn leven voor een goede 5 jaar en ik genoot van elk moment ervan! Het was ook een uiterst slopende ervaring, die op persoonlijk vlak soms zijn tol eiste. De band gaat verder als een driekoppige band en is op dit moment niet van plan een vervanger te vinden. The Eternal voltooide in juni 2009 een uitgebreide wereldtournee, die de band door Australië, Japan, Europa, Amerika, Canada en Mexico bracht. In november 2009 begon de band met het werk aan hun vierde album Under a New Sun, geproduceerd door Jeff Martin, voormalig zanger van The Tea Party. Het album zag The Eternal meer experimenteren met de rock en oosterse elementen van hun geluid. Na het uitbrengen  van Under A New Sun voltooide de band een tournee door Australië en Nieuw-Zeeland.
In 2011 schakelde de band de tweede gitarist Brad Cook in, een vaste waarde in het Melbourne-circuit. De toevoeging van Cook aan de bezetting hielp de band te heroriënteren en moedigde hen aan om te werken aan het vijfde studioalbum When The Circle of Light Begins to Fade (oktober 2013). Martin Curtis-Powell (Cradle of Filth/My Dying Bride/Anathema) stapte ook in om een frisse en opwindende aanpak bij te dragen aan de keyboards op het album. Na het uitbrengen van When The Circle of Light Begins to Fade toerde de band door Australië om hun 10-jarig jubileum te vieren en bracht ook de gratis ep Sombre Light 2014 - 10th Anniversary EP uit met heropnamen van materiaal van hun debuutalbum The Sombre Light of Isolation. Deze publicatie werd ook gevolgd door nationale tournees met Anathema, Amorphis en Uriah Heep. De band bracht het Circle of Live livealbum/dvd uit in maart 2015, die ook werd opgenomen tijdens de 10th Anniversary-tournee van de band in 2013. De band nam eind 2015 afscheid van gitarist Brad Cook en Martin Curtis-Powell is sindsdien een fulltime lid geworden van de band. Met ingang van maart 2016 zijn The Eternal de Kelsonic Studios binnengegaan (met zanger/gitarist Mark Kelson die de productie verzorgt) om hun 6e volledige album op te nemen. Materiaal is voltooid door Kelson & Curtis-Powell en is op hun Facebook-pagina beschreven als Heavy Doom.

## Discografie

### Albums
- 2003: The Eternal (ep)
- 2004: The Sombre Light of Isolation
- 2005: Sleep of Reason
- 2008: Kartika
- 2011: Under a New Sun
- 2011: Live at the East Brunswick Club (livealbum)
- 2013: When the Circle of Light Begins to Fade
- 2014: Sombre Light 2014 - 10th Anniversary E.P.
- 2015: Circle of Live (livealbum/dvd)
- 2018: Waiting For The Endless Dawn

### Dvd's
- 2005: Sombre Visions (alleen internet - uitverkocht)
- 2006: A Fleeting Glance (alleen internet - uitverkocht)
- 2010: Kartika World Tour 2009 (alleen internet - uitverkocht)

### Andere publicaties
- 2003: Promo 2003
- 2005: Keep on Dooming in the Free World
- 2008: Black Box e-anthology

### Singles
- 2010: Under a New Sun
- 2013: Beneath These Waves
- 2018: In The Lilac Dusk

## Tijdlijn
Timeline